# امیرحسین قاسمی
امیر حسین قاسمی تل مارانی (زادهٔ لردگان) طراح صدا، صداگذار و مدرس سینمای ایران است. او سیمرغ بلورین بهترین صداگذاری را از سی و نهمین جشنواره فیلم فجر برای صداگذاری فیلم یدو دریافت کرد.
وی عضو انجمن صدابرداران و صداگذاران سینمای ایران است.

## صداگذاری و میکس
1. یدو (۱۳۹۹)
2. خط فرضی (۱۳۹۸)
3. روز صفر(۱۳۹۸)
4. مغز استخوان (۱۳۹۸)
5. غلامرضا تختی (۱۳۹۷)
6. متری شش و نیم (۱۳۹۷)
7. پیلوت (۱۳۹۶)
8. تنگه ابوقریب (۱۳۹۶)
9. چی چکا قصه شب (۱۳۹۶)
10. رضا (۱۳۹۶)
11. مادر زمین/ پنبه تا آتش (۱۳۹۶)
12. هت تریک (۱۳۹۶)
13. برگ جان (۱۳۹۵)
14. تابستان داغ (۱۳۹۵)
15. اژدها وارد می‌شود! (۱۳۹۴)
16. پل خواب (۱۳۹۳)
17. در دنیای تو ساعت چند است؟ (۱۳۹۳)
18. مرگ ماهی (۱۳۹۳)
19. برف (۱۳۹۲)
20. چند متر مکعب عشق (۱۳۹۲)
21. دامنه‌های سفید (۱۳۹۱)
22. یک سطر واقعیت (۱۳۹۰)
23. زندگی خصوصی آقا و خانم میم (۱۳۹۰)
24. قصه‌ها (۱۳۹۲)
25. رستاخیز (۱۳۹۲)
26. زندگی مشترک آقای محمودی و بانو (۱۳۹۱)
27. قاعده تصادف (۱۳۹۱)
28. گهواره‌ای برای مادر (۱۳۹۱)
29. زمستان است (۱۳۸۴)
30. آقا یوسف (۱۳۸۹)
31. لطفاً مزاحم نشوید (۱۳۸۸)
32. اینجا بدون من (۱۳۸۹)
33. کیمیا و خاک (۱۳۸۷)
34. احضار شدگان (۱۳۸۶)
35. دیوار (۱۳۸۶)
36. تنها دو بار زندگی می‌کنیم (۱۳۸۶)
37. کتونی سفید (۱۳۸۶)
38. باز هم سیب داری؟ (۱۳۸۵)
39. بچه‌های ابدی (۱۳۸۵)
40. گیلانه (فیلم) (۱۳۸۳)
41. خوابگاه دختران (۱۳۸۳)
42. پروانه ای در باد (۱۳۸۲)
43. عیسی می‌آید (۱۳۸۰)
44. سگ کشی (۱۳۷۹)
45. همسر دلخواه من (۱۳۷۹)
46. سایه به سایه (۱۳۷۴)
47. اسکادران عشق (۱۳۷۵)
48. روز واقعه (۱۳۷۳)
49. روز دیدار (۱۳۷۴)
50. راز گل شب بو (۱۳۷۲)
51. مدرسه پیرمردها (۱۳۷۰)
52. نیاز (۱۳۷۰)
53. اوینار (۱۳۷۰)
54. برخورد (۱۳۷۰)

## جوایز

### جشنواره فیلم فجر
1. یدو (۱۳۹۹) برنده (سیمرغ بلورین بهترین صداگذار)
2. غلامرضا تختی (۱۳۹۷) کاندیدای (سیمرغ بلورین بهترین صدای فیلم)
3. تنگه ابوقریب (۱۳۹۷) کاندیدای (سیمرغ بلورین بهترین صدای فیلم)
4. متری شیش و نیم (۱۳۹۷) کاندیدای (سیمرغ بلورین بهترین صدای فیلم)[۳]
5. تابستان داغ (۱۳۹۶) کاندیدای (سیمرغ بلورین بهترین صدای فیلم)
6. چند متر مکعب عشق (۱۳۹۳) کاندیدای (سیمرغ بلورین بهترین صدای فیلم)
7. ملکه (۱۳۹۰) کاندیدای (سیمرغ بلورین بهترین صدای فیلم (صداگذار)
8. پروانه (۱۳۸۳) کاندیدای (سیمرغ بلورین بهترین صدای فیلم (صداگذار)
9. روز واقعه (۱۳۷۴) کاندیدای (سیمرغ بلورین بهترین صدای فیلم (صداگذار)

### جشن سینمای ایران
1. تنگه ابوقریب (۱۳۹۷) کاندیدای (تندیس بهترین صداگذاری و میکس)
2. خوک (۱۳۹۶) (تندیس بهترین صداگذاری و میکس)
3. ویلایی‌ها (۱۳۹۶) (تندیس بهترین صداگذاری و میکس)
4. در دنیای تو ساعت چند است؟ (۱۳۹۴) برنده (تندیس بهترین صداگذاری و میکس)
5. جامه‌دران (۱۳۹۴) کاندیدای (تندیس بهترین صداگذاری و میکس)
6. چند متر مکعب عشق (۱۳۹۳) کاندیدای (تندیس بهترین صداگذاری و میکس)
7. ملکه (۱۳۹۰) برنده (تندیس بهترین صداگذاری و میکس)
8. اینجا بدون من (۱۳۹۰) برنده (تندیس بهترین صداگذاری و میکس)
9. تابلویی برای عشق کاندیدای (تندیس بهترین صدابرداری)
10. لطفاً مزاحم نشوید (۱۳۸۹) کاندیدای (تندیس بهترین صداگذاری و میکس)
11. سگ‌کشی (۱۳۸۰) کاندیدای (تندیس بهترین صداگذاری و میکس)

### جشن انجمن منتقدان و نویسندگان
1. تنگه ابوقریب (۱۳۹۷) کاندیدای (تندیس بهترین صدای فیلم)
2. اژدها وارد می‌شود (۱۳۹۵) کاندیدای (تندیس بهترین صدای فیلم)
3. چند متر مکعب عشق (۱۳۹۳) کاندیدای (تندیس بهترین صدای فیلم)